# Jon Seda

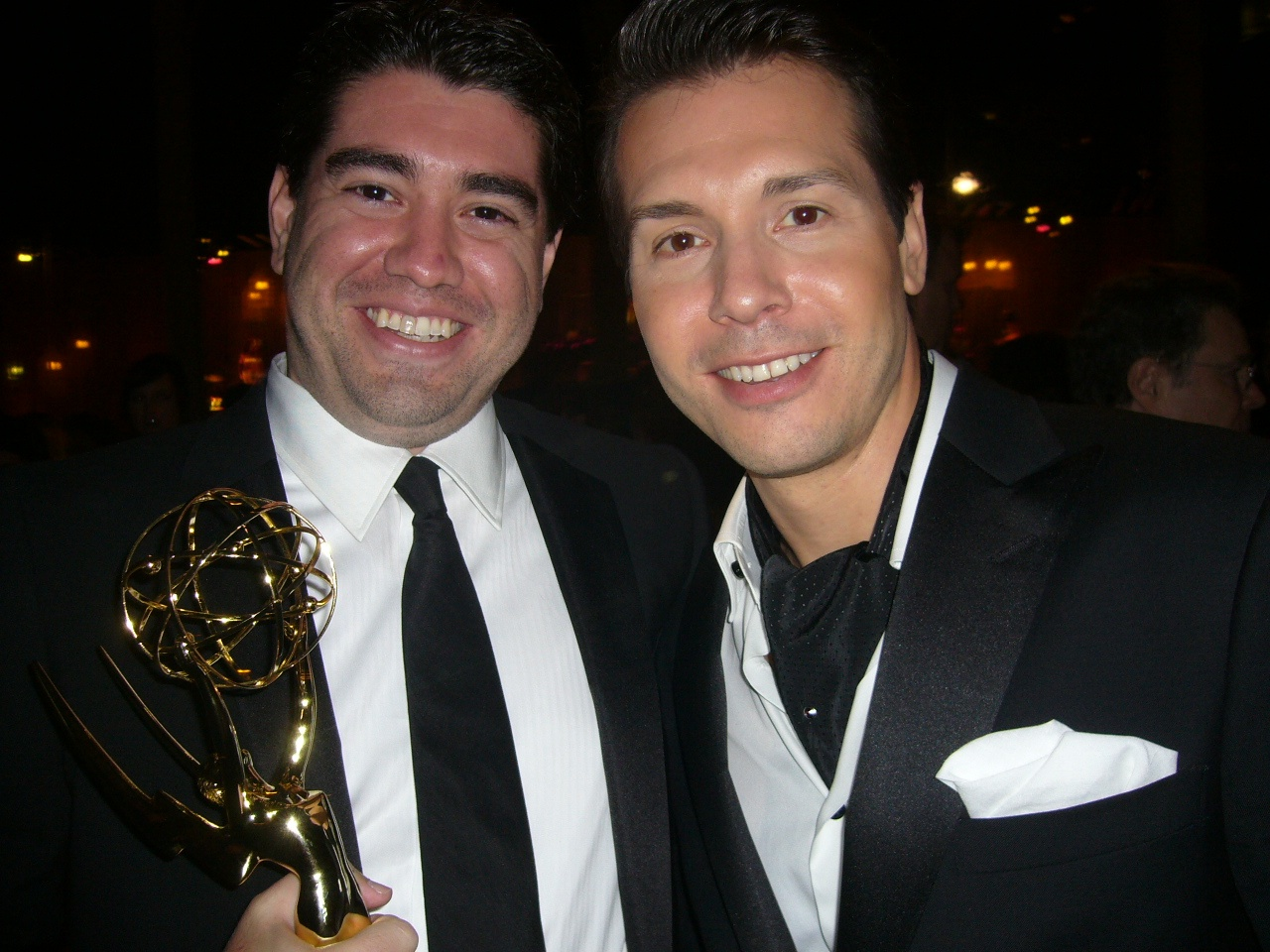
Jon Seda (derecha) en la entrega de los College television Awards.

Jonathan Seda (Nueva York, 14 de octubre de 1970), conocido como Jon Seda, es un actor estadounidense. 
De origen puertorriqueño, es conocido por sus trabajos en la serie Homicide: Life on the Street como el detective Paul Falsone, en la miniserie The Pacific como el sargento John Basilone y hasta la sexta temporada (2018-2019) como protagonista de la serie Chicago P.D. en el papel del detective Antonio Dawson.

## Primeros años
Seda nació en Manhattan, Nueva York en una familia de origen puertorriqueño, y creció en Clifton, Nueva Jersey.
Después de graduarse de la escuela secundaria, Seda comenzó a trabajar en un gimnasio, y dos amigos lo convencieron de que debía probar suerte en el boxeo. Peleó en varios gimnasios en Nueva Jersey y pronto fue finalista en la competencia Guantes de Oro en Nueva Jersey. Como un boxeador amateur, Seda tuvo un récord de 21 victorias y una derrota. Con el tiempo, debido al peligro involucrado en la práctica de tal deporte, decidió cambiarse a la actuación.

## Carrera
Su debut en el cine fue en la película de boxeo Gladiador, en el año 1992, interpretando a "Romano", un boxeador cubano. Desde entonces ha trabajado en varias películas y series de televisión. En 1995, Seda fue nominado Mejor protagonista masculino en los "Spirit Awards" por su papel  en 1994 en la película I Like It Like That compartiendo elenco con Rita Moreno y Lauren Vélez. En 1996, fue nominado a la Palma de Oro en el Festival de Cannes como Mejor actor por su papel como "Blue" en la película The Sunchaser junto a Woody Harrelson.
Conocido en el cine de habla hispana por interpretar a Chris Pérez junto a Jennifer López en la película Selena en 1997, la misma está basada en la historia verdadera de la cantante, Selena, donde retrató a su pareja en el film. 
En 1997, consiguió el papel de detective Paul Falsone en la serie Homicide: Life on the Street de la cadena NBC. Los guionistas sacaron provecho de su pasado de boxeador, incluyendo en uno de los episodios una práctica de boxeo donde aparece sin camisa que sirvió para mostrar el atractivo de su personaje a su compañera la detective Laura Ballard.
Seda ha aparecido en más de dos docenas de películas, incluyendo King Rikki (2002), Bad Boys II (2003), Doce monos con Bruce Willis, Larry Crowne, nunca es tarde con Tom Hanks y Julia Roberts, así como numerosas apariciones en televisión. 
Ha tenido papeles importantes en diversas series, Matty Caffey en Third Watch, Paul Falsone en un cruce de las series Homicidios con Ley y orden, Oz, Dr House, The Closer, CSI: Miami. 
Ha interpretado al sargento John Basilone en la miniserie de la cadena estadounidense HBO The Pacific.
En 2007, participó en el vídeo de la canción Runaway Love de Ludacris, su papel era el de un padrastro alcohólico abusivo.
Trabajó  en la serie de NBC, Chicago P.D. en ella interpreta al detective Antonio Dawson. Su personaje aparece con frecuencia en la serie Chicago Fire que dio origen a Chicago P.D..

### Películas
| Año  | Título               | Papel                  |
| ---- | -------------------- | ---------------------- |
| 1992 | Gladiator            | Romano                 |
| 1992 | Zebrahead            | Vinnie                 |
| 1993 | Carlito's Way        | Dominicano             |
| 1993 | New York Cop         | Mario                  |
| 1994 | I Like It Like That  | Chino Linares          |
| 1995 | 12 Monkeys           | José                   |
| 1995 | Boys on the Side     | Pete                   |
| 1996 | Dear God             | Handsome               |
| 1996 | Sunchaser            | Brandon 'Blue' Monroe  |
| 1996 | Primal Fear          | Alex                   |
| 1997 | The Price Of Kissing | Billy                  |
| 1997 | Selena               | Chris Pérez            |
| 2000 | Price of Glory       | Sonny Ortega           |
| 2000 | Little Pieces        | Kyle                   |
| 2001 | Double Bang          | Sally 'Fish' Pescatore |
| 2001 | Love the Hard Way    | Charlie                |
| 2002 | Undisputed           | Jesus 'Chuy' Campos    |
| 2002 | King Rikki           | Rikki Ortega           |
| 2003 | Bad Boys II          | Roberto                |
| 2007 | One Long Night       | Richard                |
| 2011 | Larry Crowne         | Oficial Diamond        |
| 2012 | Bullet to the Head   | Louis Blanchard        |

### Televisión
| Año       | Título                       | Papel                  |
| --------- | ---------------------------- | ---------------------- |
| 1993      | Daybreak                     | Payne                  |
| 1994      | NYPD Blue                    | Sal Medina             |
| 1995      | Under Fire                   |                        |
| 1995      | New York Undercover          | Bobby Lunas            |
| 1996      | Mistrial                     | Eddie Rios             |
| 1997      | Law & Order                  | Detective Paul Falsone |
| 1997–1999 | Homicide: Life on the Street | Det. Paul Falsone      |
| 1999–2000 | Third Watch                  | Matty Caffey           |
| 2000      | Thin Air                     | Luis De Leon           |
| 2000      | Homicide: The Movie          | Det. Paul Falsone      |
| 2000      | Good Guys/Bad Guys           |                        |
| 2001–2002 | UC: Undercover               | Jake Shaw              |
| 2003      | Hack                         | Nick Duarte            |
| 2003      | Oz                           | Dino Ortolani          |
| 2004      | The Jury                     | Victor Torres          |
| 2004      | Las Vegas                    | Junior Gómez           |
| 2004–2005 | Kevin Hill                   | Damian 'Dame' Ruiz     |
| 2006      | Ghost Whisperer              | John Gregory           |
| 2006–2007 | Close to Home                | Ray Blackwell          |
| 2008      | CSI: Miami                   | Héctor Salazar         |
| 2009      | House M.D.                   | Donny                  |
| 2009      | One Hot Summer               | Ariel Silva            |
| 2010      | Hawaii Five-0                | Sargento Cage          |
| 2010      | The Closer                   | Detective Frank Verico |
| 2010      | Burn Notice                  | Cole                   |
| 2010      | The Pacific                  | Sargento John Basilone |
| 2010      | Numb3rs                      | Lonnie Moses           |
| 2010      | Cutthroat                    | Frankie                |
| 2010      | Legally Mad                  | Joe Matty              |
| 2011-2013 | Treme                        | Nelson Hidalgo         |
| 2012–2019 | Chicago Fire                 | Antonio Dawson         |
| 2014–2019 | Chicago P.D.                 | Antonio Dawson         |
| 2017      | Chicago Justice              | Antonio Dawson         |
| 2021      | La Brea                      | Dr. Sam Velez          |